# Dianalund Station
Dianalund Station er en dansk jernbanestation i Dianalund.